# 埃斯普林群島
埃斯普林群島（英語：Esplin Islands），是南極洲的群島，位於阿德萊德島南端，由2座島嶼組成，由英國南極名稱諮詢委員會命名，現時由南極條約體系管理。